# 姚僧垣
姚僧垣（499年—583年），字法衛，吳興郡武康縣人，南北朝時代的官僚、醫師。當時遠方的各個藩邦外族都有人請託求訪姚僧垣幫忙看病。著有《集驗方》十二卷、《行記》三卷。

## 生平
姚僧垣是東吳太常卿姚信的八世孫。曾祖父姚郢，南朝宋的員外散騎常侍、五城侯。父菩提，歷任南朝梁的高平令。
二十四歲時，即承繼家業。梁武帝召入朝廷對他進行面試。姚僧垣言詞舉止無所停滯，梁武帝甚感驚奇。
南朝梁大同五年（539年），任驃騎廬陵王府田曹參軍。
南朝梁大同九年（543年），還領殿中醫師。
南朝梁大同十一年（545年），轉領太醫正，加文德主帥、直合將軍。
北周靜帝嗣位後，遷上開府儀同大將軍。建德三年（574年），叱奴太后病重，武帝召來姚僧垣為其問診，姚僧垣斷其必死，不久果然去世。
隋開皇初年，進爵為北絳郡公。
隋開皇三年卒，時年八十五。

## 子女
- 長子姚察
- 次子姚最

## 延伸阅读
[在维基数据编辑]
 《周書·卷47》，出自令狐德棻《周書》
 《北史/卷090》，出自李延壽《北史》